# Paratrechalea galianoae
Paratrechalea galianoae är en spindelart som beskrevs av James E. Carico 2005. Paratrechalea galianoae ingår i släktet Paratrechalea och familjen Trechaleidae. Inga underarter finns listade i Catalogue of Life.